# خنده در بهشت
خنده در بهشت (انگلیسی: Laughter in Paradise) فیلمی در ژانر کمدی است که در سال ۱۹۵۱ منتشر شد.

## بازیگران
- الستر سیم
- فای کامپتون
- جرج کول
- هیو گریفیث
- جی. دی اچ. کول
- آدری هپبورن
- ایان فلمینگ
- رانالد آدام